# 許嘉雯
許嘉雯（Hoo Kah Mun Vivian，1990年3月19日—），馬來西亞女子羽毛球运动员。

## 簡歷

### 2010年亞洲羽毛球錦標賽
2010年4月，許嘉雯參加在印度新德里舉行的亞洲羽毛球錦標賽，與溫可微合作出戰女雙比賽，在八强赛以2-1（26-24、11-21、21-19）击退印尼头號女双梅利亚娜·乔哈里/格雷西娅·波利。在半决赛，再一次爆冷以2-1（18-21、21-17、21-14）逆转拿下当时的泰国头號女双沙威丽·阿米达拜/瓦查拉邦·蒙吉特，以黑马姿态闯进决赛。最終以1比2（10-21、6-21）不敵中國的潘攀/田卿奪得亞軍。她們第一次合作就取得了好成績。。

### 2011年印度尼西亞羽毛球黃金大獎賽
2011年，教练组正式让許嘉雯與溫可微配对，两人接連在泰國和中華台北黃金大獎賽打進四強，其後更在印尼羽毛球黃金大獎賽中擊敗兩支中國組合，首度奪得國際賽事的女雙冠軍，被大馬媒體譽為最进步神速的大马女双组合。在此赛事，她们俩在八强赛以2-1（21-15、18-21、21-18)擊敗中国的成淑/潘攀，之后在半决赛以直落两局（21-12、21-13）轻取泰国的Sujitra Ekmongkolpaisarn/汶亚达·蒙吉触革查罗恩。最终她们俩在决赛以2-1（19-21、21-19、21-18）强势逆转中国的包宜鑫/钟倩欣，奪得俩人搭档以来首个國際賽事的女雙冠軍。。

### 2013年东南亚运动会羽毛球比赛
2013年，許嘉雯参加东南亚运动会羽毛球比赛，與溫可微出戰女子雙打項目。她们在半决赛以2-1（23-21、17-21、21-17）爆冷擊敗新加坡头號女雙欣塔·穆利亚·萨里/姚蕾，之后在决赛激战三局（21-17、18-21、21-17），再一次爆冷拿下赛会头號种子印尼的格雷西娅·波利/尼蒂娅·克里欣达·马赫斯瓦里，成功夺得女雙桂冠。

### 2014年英聯邦運動會羽毛球比賽
2014年8月，許嘉雯參加在苏格兰舉行的英聯邦運動會羽毛球比賽。她与溫可微以第2号种子的身份出战女子雙打項目。最终，她们俩成功在决赛以2-0（21-17、23-21)击退赛会第3号种子、印度的瓦拉·古塔/阿什维尼·蓬纳帕, 夺下冠军。

### 2014年亞運會奪銅
2014年9月，許嘉雯代表馬來西亞參加在韓國仁川舉行的亞洲運動會羽毛球比賽。她與溫可微出戰女子雙打項目，最終在準決賽直落两局（16-21、17-21）不敌3號种子、日本的松友美佐紀/高橋禮華，仅能收穫铜牌，但已成为了自1970年之后，时隔44年以来，首支贏得亚运会女双铜牌的大马组合。溫可微賽後指出，其实双方发挥都不好，只是自己打得很紧张，出现太多不必要的失误。亞運會後二人將暂时拆伙，分开参加不同的比赛。

### 2016年印度尼西亞羽毛球首要超級賽
2016年6月，許嘉雯參加在印尼雅加达舉行的印度尼西亞羽毛球首要超級賽，她與溫可微出戰女子雙打項目，两人在次圈爆冷以2-0（21-17、21-19）击退赛会次号种子兼世界排名第2、印尼的格雷西娅·波利/尼蒂娅·克里欣达·马赫斯瓦里 ，成功挺进八强。在八强赛，她们再以2-0（21-14 21-19）击退印尼次号女双英吉娅·西塔·阿凡达/马哈德维·伊斯特拉尼·尼·克图特 ，首闯顶级赛半决赛。在準決賽中，她們以0-2（15-21 9-21）敗給中國組合唐淵渟/于洋，與泰國組合並列季軍。

### 2016年夏季奧林匹克運動會羽毛球比賽
2016年8月，許嘉雯參加在巴西里約熱內盧舉行的夏季奧林匹克運動會羽毛球比賽。她與溫可微出戰女子雙打項目，在小组赛以2胜1负的战绩，晋级八强。她们俩是马来西亚羽坛史上首支晋级夏季奧林匹克運動會羽毛球比賽八强的女双选手。最終在八强賽力拼三局以1-2（18-21、21-18、9-21）败予赛会头號种子、後來奪冠的日本組合松友美佐紀/高橋禮華。

### 2017年紐西蘭羽毛球黃金大獎賽
2017年8月，許嘉雯參加在紐西蘭奧克蘭舉行的紐西蘭羽毛球黃金大獎賽。她與溫可微出戰女子雙打項目，一路过关斩将，成功杀进决赛，并且夺得女双桂冠，打破长达6年的国际赛冠军荒。她们俩分别在半决赛以2-1（21-18、13-21、21-13）击退印尼强档格雷西娅·波利/阿普里亚尼·拉哈育，以及在决赛里长达1小时39分钟的马拉松赛事中以2-1（18-21、21-16、21-19）惊险逆转日本强档櫻本絢子/高畑祐紀子。
2021年2月，因在世界羽聯於泰國補辦的兩站世界巡迴賽賽事及總決賽表现不佳而被馬來西亞羽毛球協會開除國家隊。

## 主要比賽成績
只列出曾進入準決賽的國際賽事成績：
| 年份   | 賽事                     | 公開賽級別 | 項目     | 搭檔                         | 成績   |
| ------ | ------------------------ | ---------- | -------- | ---------------------------- | ------ |
| 2008年 | 亚洲青年羽毛球錦標賽     | 其他       | 混合團體 | －                           | 季軍   |
| 2008年 | 世界青年羽毛球錦標賽     | 其他       | 混合雙打 | 麦喜俊                       | 銅牌   |
| 2008年 | 世界青年羽毛球錦標賽     | 其他       | 混合團體 | －                           | 銅牌   |
| 2008年 | 馬來西亞羽毛球國際挑戰賽 | 國際挑戰賽 | 混合雙打 | 麦喜俊                       | 準決賽 |
| 2009年 | 伊朗羽毛球國際系列賽     | 國際系列賽 | 女子雙打 | 莎娜达莎·莎妮鲁              | 亞軍   |
| 2010年 | 亞洲羽毛球錦標賽         | 其他       | 女子雙打 | 溫可微                       | 銀牌   |
| 2011年 | 泰國羽毛球黃金大獎賽     | 黃金大獎賽 | 女子雙打 | 溫可微                       | 準決賽 |
| 2011年 | 中華台北羽毛球黃金大獎賽 | 黃金大獎賽 | 女子雙打 | 溫可微                       | 準決賽 |
| 2011年 | 印尼羽毛球黃金大獎賽     | 黃金大獎賽 | 女子雙打 | 溫可微                       | 冠軍   |
| 2011年 | 印度羽毛球大獎賽         | 大獎賽     | 女子雙打 | 溫可微                       | 準決賽 |
| 2012年 | 中華台北羽毛球黃金大獎賽 | 黃金大獎賽 | 女子雙打 | 溫可微                       | 準決賽 |
| 2012年 | 馬來西亞羽毛球國際挑戰賽 | 國際挑戰賽 | 混合雙打 | Mohd Lutfi Zaim Abdul Khalid | 準決賽 |
| 2013年 | 瑞士羽毛球黃金大獎賽     | 黃金大獎賽 | 女子雙打 | 溫可微                       | 準決賽 |
| 2013年 | 紐西蘭羽毛球大獎賽       | 大獎賽     | 女子雙打 | 溫可微                       | 亞軍   |
| 2013年 | 東南亞運動會羽毛球比賽   | 其他       | 女子雙打 | 溫可微                       | 金牌   |
| 2014年 | 印度羽毛球黃金大獎賽     | 黃金大獎賽 | 女子雙打 | 溫可微                       | 準決賽 |
| 2014年 | 英聯邦運動會羽毛球比賽   | 其他       | 混合團體 | －                           | 金牌   |
| 2014年 | 英聯邦運動會羽毛球比賽   | 其他       | 女子雙打 | 溫可微                       | 金牌   |
| 2014年 | 亞洲運動會羽毛球比賽     | 其他       | 女子雙打 | 溫可微                       | 銅牌   |
| 2014年 | 韓國羽毛球大獎賽         | 大獎賽     | 女子雙打 | 黄惠龄                       | 準決賽 |
| 2014年 | 澳門羽毛球黃金大獎賽     | 黃金大獎賽 | 女子雙打 | 溫可微                       | 準決賽 |
| 2015年 | 印度羽毛球黃金大獎賽     | 黃金大獎賽 | 女子雙打 | 溫可微                       | 亞軍   |
| 2015年 | 德國羽毛球黃金大獎賽     | 黃金大獎賽 | 女子雙打 | 溫可微                       | 準決賽 |
| 2015年 | 中國羽毛球大師賽         | 黃金大獎賽 | 女子雙打 | 溫可微                       | 準決賽 |
| 2015年 | 東南亞運動會羽毛球比賽   | 其他       | 女子團體 | －                           | 銀牌   |
| 2015年 | 東南亞運動會羽毛球比賽   | 其他       | 女子雙打 | 溫可微                       | 銀牌   |
| 2015年 | 碧特博格羽毛球黃金大獎賽 | 黃金大獎賽 | 女子雙打 | 溫可微                       | 準決賽 |
| 2015年 | 墨西哥城羽毛球大獎賽     | 大獎賽     | 女子雙打 | 溫可微                       | 準決賽 |
| 2016年 | 泰國羽毛球大師賽         | 黃金大獎賽 | 女子雙打 | 溫可微                       | 準決賽 |
| 2016年 | 印尼羽毛球首要超級賽     | 首要超級賽 | 女子雙打 | 溫可微                       | 準決賽 |
| 2016年 | 澳門羽毛球黃金大獎賽     | 黃金大獎賽 | 女子雙打 | 溫可微                       | 準決賽 |
| 2017年 | 紐西蘭羽毛球黃金大獎賽   | 黃金大獎賽 | 女子雙打 | 溫可微                       | 冠軍   |
| 2017年 | 東南亞運動會羽毛球比賽   | 其他       | 女子團體 | －                           | 銀牌   |
| 2017年 | 東南亞運動會羽毛球比賽   | 其他       | 女子雙打 | 溫可微                       | 銅牌   |
| 2018年 | 越南羽毛球國際挑戰賽     | 國際挑戰賽 | 女子雙打 | 鄒美君                       | 亞軍   |
| 2018年 | 英聯邦運動會羽毛球比賽   | 其他       | 女子雙打 | 鄒美君                       | 金牌   |
| 2018年 | 英聯邦運動會羽毛球比賽   | 其他       | 混合團體 | －                           | 銀牌   |
| 2018年 | 美國羽毛球公開賽         | 超級300賽  | 女子雙打 | 鄒美君                       | 準決賽 |
| 2018年 | 海得拉巴羽毛球公開賽     | 超級100賽  | 女子雙打 | 葉錚雯                       | 亞軍   |
| 2018年 | 澳門羽毛球公開賽         | 超級300賽  | 女子雙打 | 葉錚雯                       | 冠軍   |
| 2018年 | 孟加拉羽毛球國際挑戰賽   | 國際挑戰賽 | 女子雙打 | 葉錚雯                       | 冠軍   |
| 2019年 | 東南亞運動會羽毛球比賽   | 其他       | 女子團體 | －                           | 銅牌   |
| 2019年 | 東南亞運動會羽毛球比賽   | 其他       | 女子雙打 | 葉錚雯                       | 銅牌   |
| 2020年 | 亞洲羽毛球團體錦標賽     | 其他       | 女子團體 | －                           | 季軍   |
| 2022年 | 瑞士羽毛球公開賽         | 超級300賽  | 女子雙打 | 林秋仙                       | 準決賽 |

| 2007-2017年 | 首要超級賽 | 超級賽 | 黃金大獎賽 | 大獎賽 | 國際挑戰賽 | 國際系列賽 | 未來系列賽 | 其他 |

| 2018-2026年 | 總決賽 | 超級1000賽 | 超級750賽 | 超級500賽 | 超級300賽 | 超級100賽 | 國際挑戰賽 | 國際系列賽 | 未來系列賽 | 其他 |

### 奧運會和世錦賽參賽紀錄
|          | 搭檔   | 2013 | 2014 | 2015 | 2016 | 2017 | 2018 | 2019 | 2022 | 2023 |
| -------- | ------ | ---- | ---- | ---- | ---- | ---- | ---- | ---- | ---- | ---- |
| 女子雙打 | 溫可微 | 16強 | 32強 | 32強 | 8強  | －   | 32強 | －   | －   | －   |
| 女子雙打 | 葉錚雯 | －   | －   | －   | －   | －   | －   | 16強 | －   | －   |
| 女子雙打 | 林秋仙 | －   | －   | －   | －   | －   | －   | －   | 16強 | 32強 |

## 主要對賽紀錄
許嘉雯與主要對手的對賽成績如下（只列出部分對賽记录，截至2017年9月24日）
女雙 - 溫可微
| 對手                                             | 對賽次數 | 對賽結果 | 對賽結果 | 總計 |
| 對手                                             | 對賽次數 | 勝       | 負       | 總計 |
| ------------------------------------------------ | -------- | -------- | -------- | ---- |
| 尼蒂娅·克里欣达·马赫斯瓦里 安妮克·菲亚·奥古斯丁  | 4        | 2        | 2        | ±0   |
| 英吉娅·西塔·阿凡达 谢拉·德维·奥莉亚              | 3        | 2        | 1        | +1   |
| 英吉娅·西塔·阿凡达 尼·克图特·马哈德维·伊斯特拉尼 | 6        | 5        | 1        | +5   |
| 罗西尔塔·伊卡·普特里·萨里 德拉·德斯迪亚拉·哈里斯 | 3        | 2        | 1        | +2   |
| 張藝娜 嚴惠媛                                    | 5        | 3        | 2        | +1   |
| 格雷西娅·波利 梅利亚娜·乔哈里                    | 3        | 2        | 1        | +1   |
| 金昭映 崔惠仁                                    | 2        | 2        | 0        | ±2   |
| 于洋 王晓理                                      | 2        | 1        | 1        | ±0   |
| 黄雅琼 汤金华                                    | 1        | 1        | 0        | +1   |
| 松本麻佑 永原和可那                              | 2        | 2        | 0        | +2   |
| 德维·蒂卡·佩马塔萨里 凯希亚·纽维塔·哈纳迪亚      | 3        | 3        | 0        | +3   |
| 希瑟·奥利弗 劳伦·史密斯                          | 6        | 6        | 0        | +6   |
| 高畑祐紀子 櫻本絢子                              | 1        | 1        | 0        | +1   |
| 恭差拉·沃拉威七猜恭 当甲农·阿伦革颂              | 4        | 4        | 0        | +4   |
| 普蒂塔·素帕猜恭 沙西丽·德拉达那猜                | 10       | 6        | 4        | ±2   |
| 格雷西娅·波利 尼蒂娅·克里欣达·马赫斯瓦里         | 3        | 2        | 1        | +1   |
| 鄒美君 李明艷                                    | 2        | 2        | 0        | +2   |

## 個人榮譽
2014年11月，许嘉雯与温可微，获选为2013/14年度教育部卓越奖的「最卓越荣誉奖」得主，各自获得2万7000令吉奖励金，表扬她们在2013年缅甸东运会女双摘金、2014年格拉斯哥共运混合团体和女双双金，以及仁川亚运会女双4强摘铜的成就。